# Molophilus bilobulus
Molophilus bilobulus är en tvåvingeart som beskrevs av Alexander 1938. Molophilus bilobulus ingår i släktet Molophilus och familjen småharkrankar. Inga underarter finns listade i Catalogue of Life.